# Кокушин, Михаил Николаевич
Михаил Николаевич Кокушин — доктор медицины, стоматолог.

## Биография
Кокушин родился в 1879 г. в семье надворного советника, учителя городского училища в Петрозаводске. Среднее образование получил в Олонецкой и Кроншатдтской гимназиях. В 1899 г. зачислен своекоштным студентом Императорской Военно-медицинской академии. Проходя учёбу в академии М. Н. Кокушин занимался протезной техникой у различных специалистов Санкт-Петербурга, затем окончил полный курс 1-й Зубоврачебной школы. Одновременно (1902—1906) возглавлял зубную амбулаторию при госпитальной хирургической клинике профессора С. П. Федорова. В 1903 г. окончил академию и получил диплом «лекаря с отличием» (cum eximia laude). Состоял на службе в должности младшего врача 91-го Двинского пехотного полка, занимался хирургией в клинике проф. С. П. Федорова, а также работал в патологоанатомической лаборатории профессора А. И. Моисеева. В 1905-06 учебном году М. Н. Кокушин сдал экзамены на доктора медицины. Во время Русско-японской войны «во исполнение Высочайшей воли» служил военным врачом-специалистом по зубным болезням при Омском военном госпитале, оказывая помощь раненым прибывающим на лечение из Порт-Артура. В 1908 г. М. Н. Кокушин был прикомандирован распоряжением военного санитарного инспектора Петербургского округа к Семеновскому Александровскому военному госпиталю. Как гласила мемориальная доска, Семеновский военный госпиталь был «Построен иждивением Великого Князя Александра Павловича в знак признательности Императора Павла I в 1799 году», отсюда его второе название — Александровский.
Будучи военным врачом М. Н. Кокушин постоянно уделял внимание своему усовершенствованию. Он трижды ездил в Берлин в Стоматологический институт А.Kerbits-a, в котором изучал новейшие достижения в «зубном деле и протезной технике». Летом 1912 года он работал в Берлине в зубной клинике Br. Simon-а..

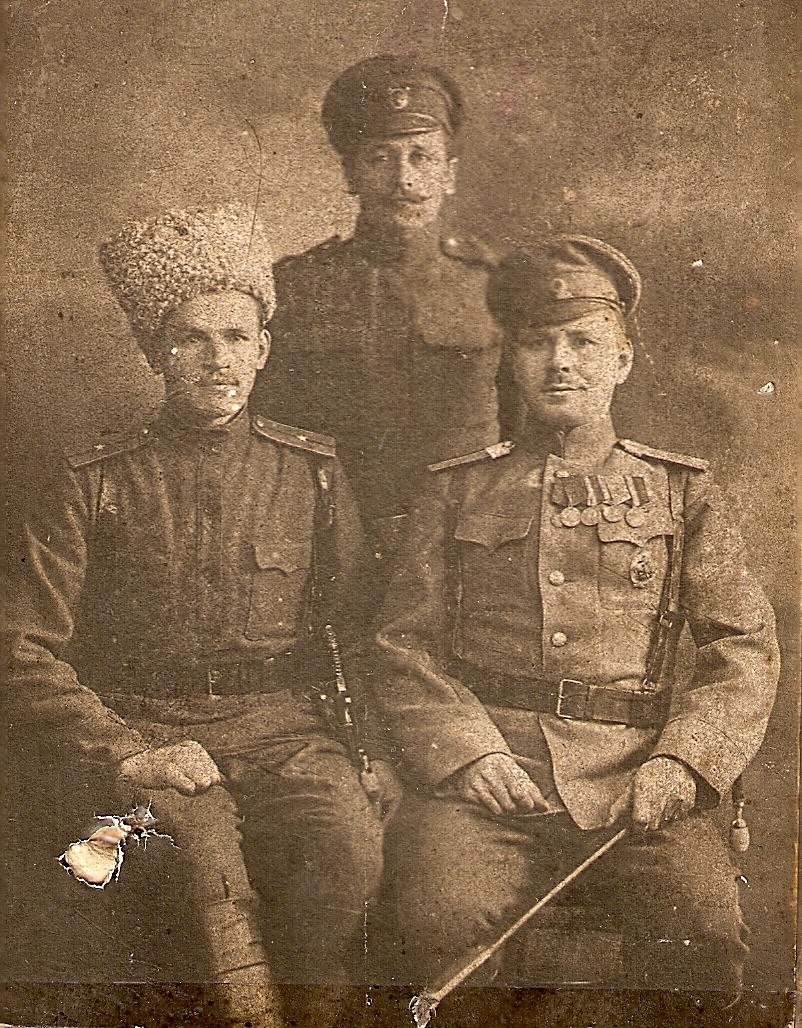
Младший врач М. Н. Кокушин (стоит) с товарищами по службе в 91-м Двинском пехотном полку.

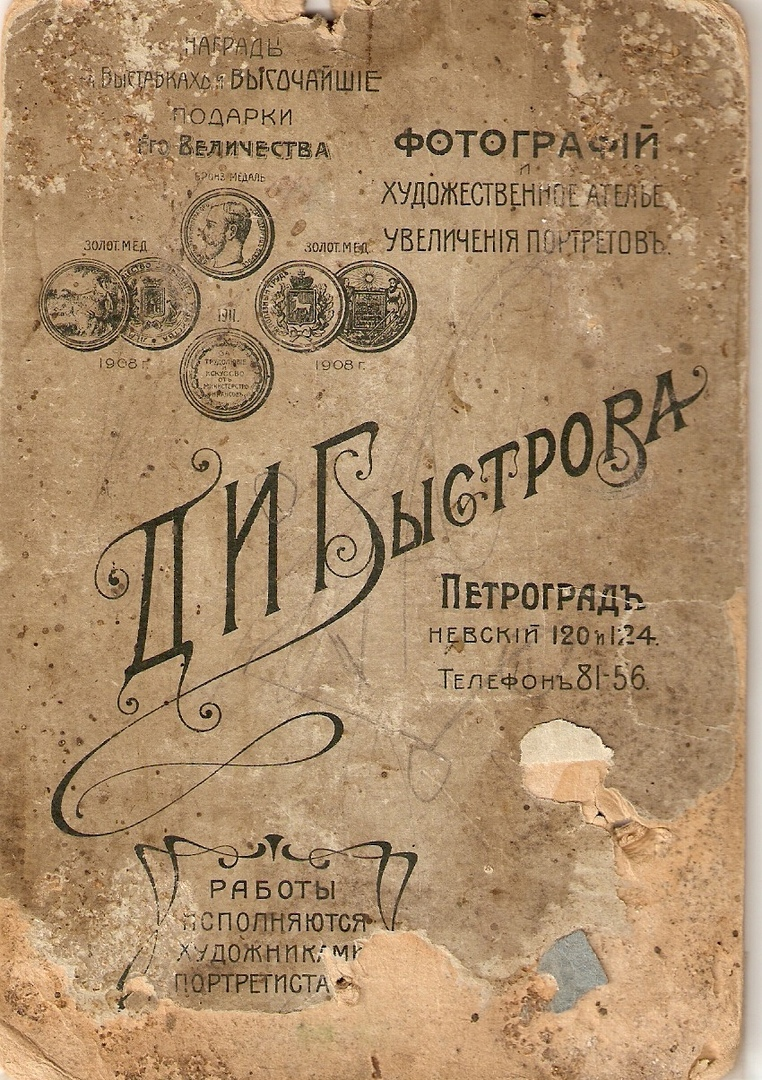
Обратная сторона фотографии

В этот период М. Н. Кокушин опубликовал статьи: «Эсмарховский аппарат ирригатор применительно к зубоврачеванию», «Случай остеомиелита верхней челюсти из клиники С. П. Федорова», «К технике зубных вкладок, случай золотой вкладки», «Объ организации зубоврачебной помощи у нас и в армиях иностранных государств», «О Красносельском зубоврачебном кабинете», «О зубах у солдат Петербургского гарнизона, предварительное сообщение».

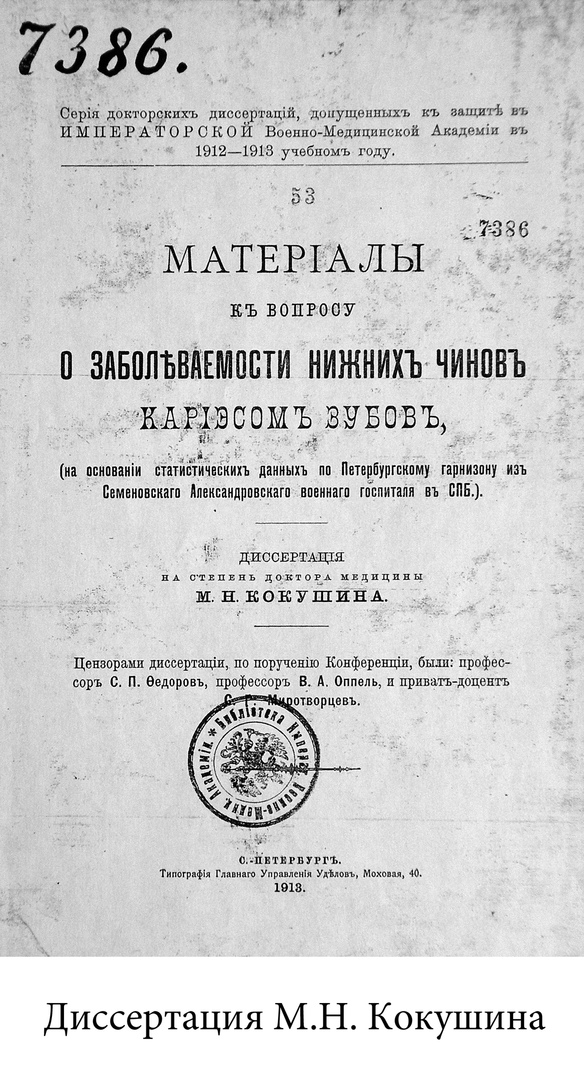
Титульный лист диссертации М. Н Кокушина

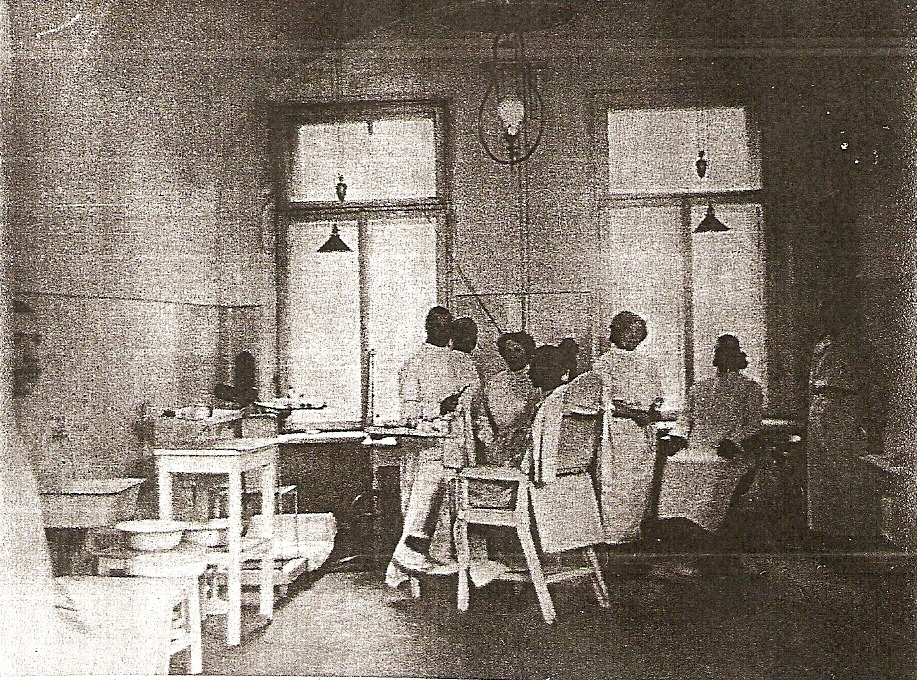
Зубоврачебный кабинет Семёновского Александровского военного госпиталя

В период работы в зубоврачебном кабинете Семеновского Александровского госпиталя с 1908 г. по 1912 г. М. Н. Кокушин собрал и обработал статистические данные для будущей диссертации на степень доктора медицины. В 1913 г. М. Н. Кокушин защитил в ИВМА диссертацию на степень доктора медицины. Во время совместной работы над книгой «Забытые имена в отечественной военной медицине» (2004), доктор медицинских наук профессор Д. Ю. Мадай дал высокую оценку диссертации М. Н. Кокушина. В главе 4. "Современная интерпретация результатов диссертационного исследования М. Н. Кокушина профессор Д. Ю. Мадай писал: «Диссертационное исследование М. Н. Кокушина посвящено извечно актуальной проблеме: влиянию болезней, профессиональных, токсических, экологических и антропогенных факторов на развитие костоеды зубов, а также зависимости развития внутренних заболеваний от интенсивности кариозной болезни. Работа автора не утратила своей актуальности и сегодня, она построена в академическом стиле, то есть соответствовала тогдашним стандартам, предъявляемым к диссертационным исследованиям на соискание доктора медицины. После детального анализа работы авторами монографии отмечено, что и сегодня структурно-логическое построение диссертации может соответствовать сегодняшним требованиям, но с некоторой коррекцией».
В 1918 г. доктор медицины М. Н. Кокушин участвовал в конкурсе на занятие вакантной должности приват-доцента по курсу зубных болезней в Военно-медицинской академии. Им была прочитана 1-я Пробная лекция: «О патогенезе десневых маргинальных кистовидных гранулем зубов наблюденных автором», после чего он был допущен к чтению 2-й Пробной лекции: «Техника протезирования своими руками при челюстных повреждениях».
По данным Я. Э. Бронштейна (1947): «Весной 1918 года М. Н. Кокушин ходатайствует о допущении его на вакантную должность приват-доцента Академии по зубным болезням, но Комиссия в составе профессоров Г. И. Турнера, В. А. Опеля, С. П. Федорова признает его труды недостаточными, чтобы говорить об его подготовленности к ученому званию приват-доцента… В связи с возбуждением против доктора Кокушина дела о плагиате он вынужден не только покинуть Академию, но и уйти в отставку». К сожалению Я. Э. Бронштейн и вслед за ним профессор А. К. Иорданишвили (1999) не указывают в чём именно заключался плагиат в научных трудах доктора медицины М. Н. Кокушина.
Доктор медицины М. Н. Кокушин вынужден был окончательно уйти из науки и до конца своей жизни занимался частным зубоврачеванием. Каких либо свидетельств о научной деятельности М. Н. Кокушина, в отечественной периодике авторами не найдено. Но все же при работе над этим очерком удалось найти одно свидетельство, говорящее об обратном.
Своими научными трудами (диссертация и статьи), особенно в деле учреждения в России стоматологических институтов, и в вопросах организации оказания стоматологической помощи в войсках, доктор медицины М. Н. Кокушин оставил заметный след. Его трудами пользовались многие военные стоматологи, об этом говорят многочисленные пометки, сделанные на страницах его диссертации, но имя его редко упоминалось в специальной литературе, а если и упоминалось, то не о его вкладе в развитие отечественной военной стоматологии.

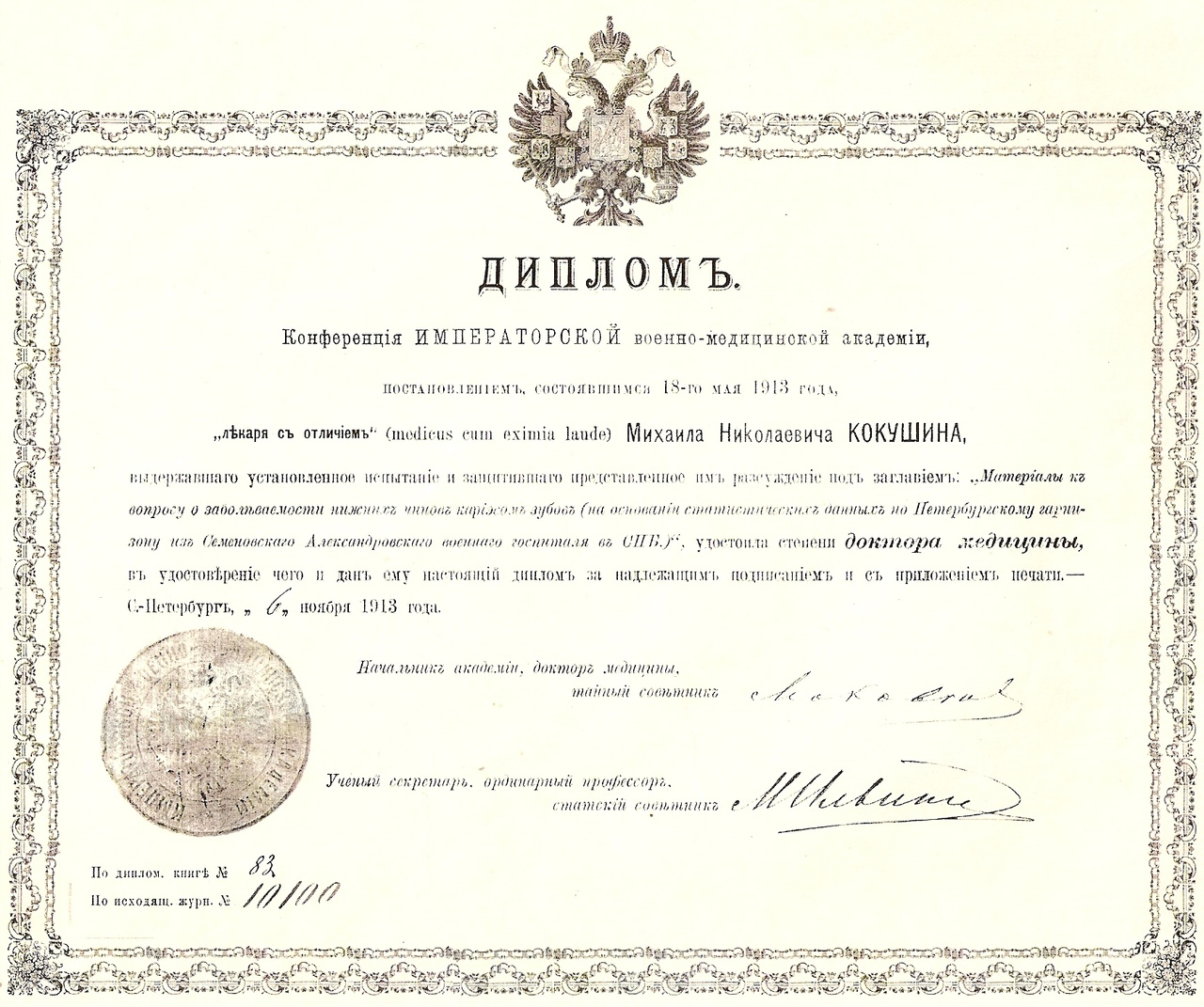
Титульный лист диссертации М. Н. Кокушина

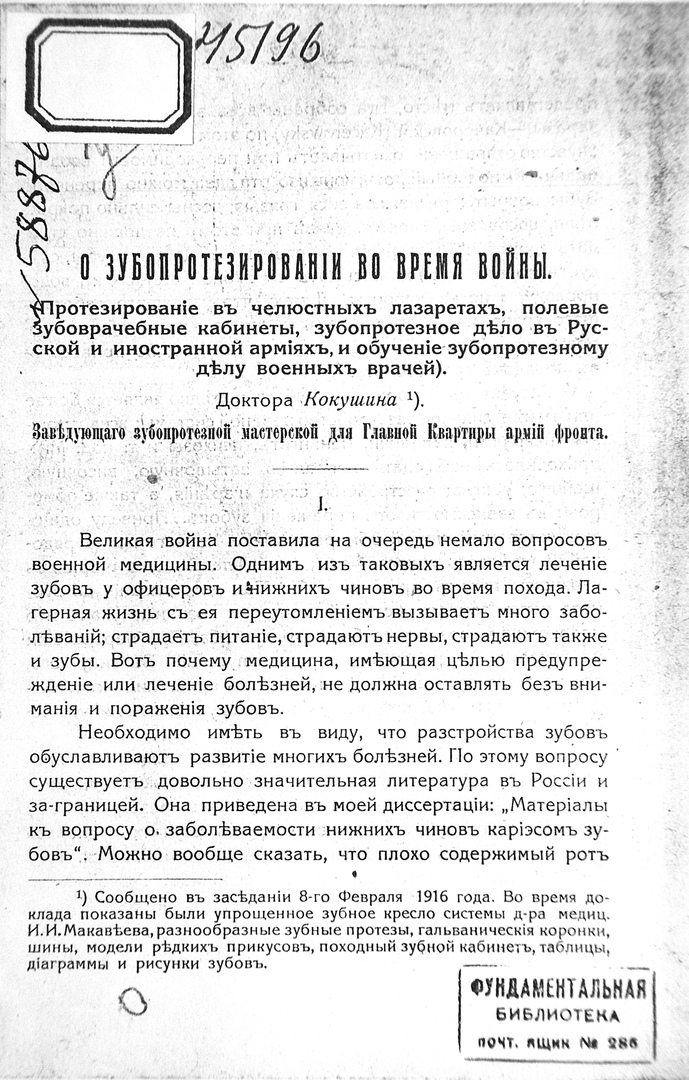
Диплом доктора медицины М. Н. Кокушина

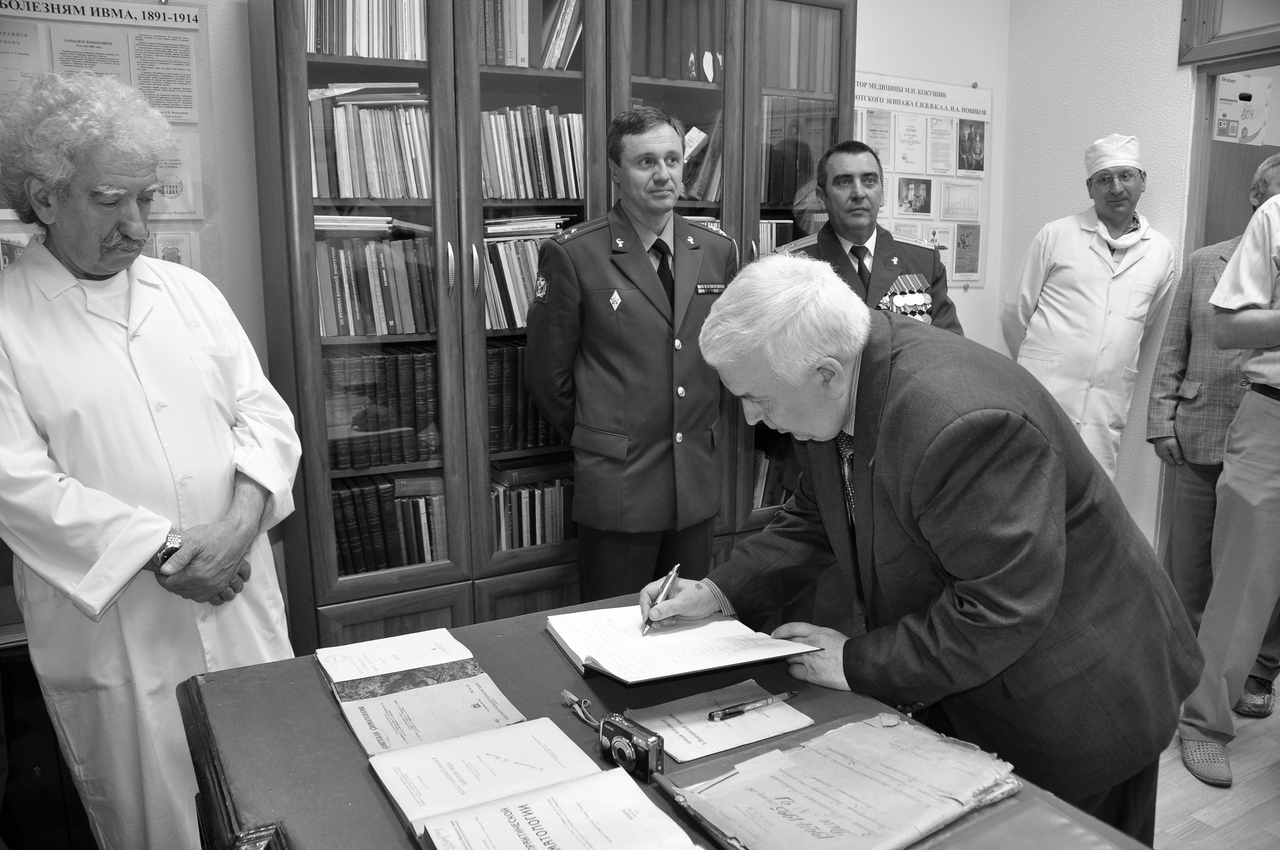
Внук М. Н. Кокушина профессор Н. Н. Кокушин делает запись в «Книге почётных гостей Исторического кабинета» кафедры челюстно-лицевой хирургии и стоматологии Военно-медицинской академии им. С. М. Кирова

В 2004 г. в издательстве СПб отделения Союза писателей России «Дума» вышла книга коллектива авторов (Г. И. Прохватилов, В. Ф. Черныш, Д. Ю. Мадай, Г. С. Чепик) «Забытые имена в отечественной военной медицине». Поводом для работы над этой книгой послужил визиты внучки М. Н. Кокушина в 2002 г. на кафедру ведущего инженера-расчетчика по ядерным установкам на Ижорском заводе Маргариты Николаевны Кокушиной, которая принесла из семейного архива фотографии и диплом «Доктора медицины» М. Н. Кокушина и внука — профессор, заведующего кафедрой теоретической механики Университета целлюлозно-бумажной промышленности Николая Николаевича Кокушина, который также принес фотографии.

### Научные труды М. Н. Кокушина.
Кокушин М. Н. Материалы к вопросу о заболеваемости нижних чинов кариесом зубов : на основании статистических данных по Петербургскому гарнизону из Семёновского Александровского военного госпиталя : дис. …д-ра медицины / М. Н. Кокушин. — СПб., 1913. — 98 с.
Кокушин М. Н. К технике зубных вкладок: (случай золотой вкладки)) // Воен.-мед. журн. -.1911. — Т. 230, февр. — С. — 248—249.
Кокушин М. Н. О зубах у солдат Петербургского гарнизона // Воен.-мед. журн. — 1912. — № 3. — С. — 424—429.
Кокушин М. Н. Отчёт по зубоврачебному кабинету СПб Семёновского Александровского военного госпиталя за 1913 г. (с рис.). // Воен.-мед. журн. — 1914. — Т. 240, июнь. — С. — 343—348.
Кокушин М. Н. О зубопротезировании во время войны / М. Н. Кокушин. — 1916. [Б.м.,б.г.] — 17 с.
Кокушин М. Н. Случай остеомиелита скулового отростка верхней челюсти зубного происхождения // Зубоврач. Вестн. — 1905. — № 4. С. — 238—240.
Кокушин М. Н. О патогенезе десневых маргинальных гранулём зубов, наблюдённых автором : 1-я пробная лекция М. Н. Кокушина. — Пг., 1918. — 12 с.
Кокушин М. Н. К вопросу о связи между туберкулёзом и кариесом зубов // Врачеб. газ. — 1927. — № 15. — С. — 115.